# 넌센스
넌센스(Nonsense)는, 논리적으로 맞지 않은 말을 지칭하는 말이다.
발화의 의미가 화자의 의도와 다르게 파악되는 언어사용의 예로, 기존의 모든 고정관념을 파괴하고, 지배 이데올로기에 대한 의미의 교란을 발생시킨다.

## 같이 보기
- 황당
- Bullshit
- 다다이즘
- 문학적 비상식
- 글자 깨짐
- 임시어
- 비어휘음
- 스캣
- 소칼 사건
- 심리시
- 밀조주